# Italo Astolfi
Italo Astolfi (ur. 31 grudnia 1917 w Zibido San Giacomo, zm. 7 kwietnia 2004 w Croglio) – włoski kolarz torowy, srebrny medalista mistrzostw świata.

## Kariera
Największy sukces w karierze Italo Astolfi osiągnął w 1939 roku, kiedy zdobył srebrny medal w sprincie indywidualnym amatorów podczas mistrzostw świata w Mediolanie. W zawodach tych wyprzedził go jedynie Holender Jan Derksen, a trzecie miejsce zajął reprezentant III Rzeszy Gerhard Purann. Był to jedyny medal wywalczony przez Astolfiego na międzynarodowej imprezie tej rangi. Startował w zawodach także po zakończeniu II wojny światowej, zdobywając łącznie siedem tytułów mistrza Włoch w sprincie indywidualnym zawodowców. Nigdy nie wystartował na igrzyskach olimpijskich.